# О’Шеннон, Александр
Александр О’Шеннон — московский рок-бард, поэт, художник и прозаик. Известность в начале 1990-х ему принесла песня «На станции «Панки»».

## Музыкальное творчество
Его творчество отличает ирония, сквозь которую проглядывает бесприютность, а также артистизм исполнения. Это сочетается с обращением к табуированным темам и, соответственно, ненормативной лексике. Александр не боится писать свои песни от первого лица, несмотря на, порой, экстремальность описываемых там жизненных ситуаций.

## Биография
В автобиографии писал, что родился в семье этнических ирландцев. Первой песней, написанной ещё в школьные годы, называет «Иван Мустафаич». По собственным словам, выгнан из школы в 16 лет за хулиганство, закончил ПТУ по специальности слесаря-наладчика. Сменил множество мест работы, после чего отправился путешествовать автостопом по Европе. По возвращении работал художником в журнале «Столица»
В 1993 году ЗАО «Фонд Сергея Фоминцева» выпустил аудиокассету «Я заплутавший мальчик» с песнями Александра О’Шеннона. Звукорежиссёр — Ольга Сухачёва.
В 2000 году фирмой «Музпром» был выпущен аудиоальбом Istanbul. Звукорежиссёр — Александр Московцев.
В 2003 году издательство Алгоритм выпустило иллюстрированную книгу стихов и песен О’Шеннона «Ирландский блюз».
В 2004 году был издан роман «Антибард», описывающий один день из жизни автора-исполнителя и получивший неоднозначные отзывы критиков.
В 2008 году вышел следующий роман автора — «Индиго».

## Произведения
- «Ирландский блюз» (песни, стихи) // Москва: «Алгоритм», 2003
- «Антибард» (роман) // Москва: «АСТ», 2004
- «Индиго» (роман) // Москва: ИД Родионова, 2008
- «Антибард-2. Башня на Баррикадной» (роман) // Москва, 2016

## Дискография
- Песни, которые я (1989)
- Я — заплутавший мальчик (1993)
- Ангел на белом козле (1996)
- Istanbul (2000)
- Шведская стюардесса (2002)
- Здравствуй, дедушка Фрейд! (2003)
- Избранное (2006)
- Страж Карфагена (2010)